# 盛昇
盛昇是一名明朝政治人物。
盛昇曾于1369年接替陈宁任松江府知府一职，1370年由林庆接任。